# Talapa birthana
Talapa birthana är en fjärilsart som beskrevs av Swinhoe 1905. Talapa birthana ingår i släktet Talapa och familjen nattflyn. Inga underarter finns listade i Catalogue of Life.